# Tatiana Ivinskaja
Tatiana Ivinskaja, född den 27 mars 1958 i Vitsebsk, dåvarande Sovjetunionen, är en sovjetisk basketspelare som var med och tog OS-guld 1980 i Moskva. Ivinskaja har även vunnit EM och VM i basket.